# 화이트맨 공군기지
화이트맨 공군기지(Whiteman Air Force Base)는 미국 미주리주에 위치한 미공군의 군사기지이다. 영어 발음 때문에, 위템 공군기지, 위텀 공군기지, 화이트먼 공군기지, 와이드먼 공군기지라고도 부른다.
B-2 스피릿을 운용하는 제509폭격비행단가 이 곳에 주둔하고 있다.

## 역사
1942년 미국 육군 항공대의 세달리아 글리아더 기지로 건설되었다.

### 미니트맨 미사일 (1961–1995)
1963년에 폭격기 기지에서 ICBM 기지로 임무가 변경되어, 미니트맨 ICBM 150발이 지하 사일로에 실전배치되었다. 1964년 6월 6천만 달러(2015년 환산 4억 6천만 달러, 6,170억원)의 비용으로 지하 사일로 공사가 완료되었다. 하나의 사일로는 핵폭발시 연쇄폭발을 막기 위해 3마일 떨어져서 건설되었다. 150개의 지하 사일로에 10,000 제곱마일(25,899 km2)의 부지가 필요했다. 공사 완료 직전인 1963년 2월 1일, 전략공군사령부는 제351전략미사일단을 화이트맨 공군기지에 창설했다. 지하 발사 통제 센터 15개가 설치되었다. 1966년 미니트맨 I 미사일이 미니트맨 II 미사일로 교체되었다.
1991년 미소간에 체결된 스타트 I 조약에 따라, 1995년 미니트맨 미사일 기지가 폐쇄되고 다시 폭격기 기지로 임무가 변경되었다. 15개의 지하 발사 통제 센터 중에 오스카-1은 박물관으로 사용중이다.
2016년 현재 다수의 ICBM 지하 사일로가 폐쇄되고, 와이오밍주 프랜시스 E. 워렌 공군기지, 노스다코타주 미놋 공군기지, 몬태나주 맘스트롬 공군기지에 450개의 미니트맨 미사일이 지하 사일로에 실전배치되어 있다.

## 주둔부대
- 제509폭격비행단